# Barry hurrikán (2019)
A Barry hurrikán a legaszimmetrikusabb (nem szimmetrikus) hurrikán volt, ami valaha létrejött, illetve egy 1-es kategóriájú hurrikán volt 2019 júliusában. A Barry hurrikán a 2019-es atlanti hurrikánszezon második vihara és első hurrikánja. A vihar összesen 650 millió dollár kárt okozott, és egy ember halálát okozta. Mindössze 8 napig tartott.

## Meteorológiai lefolyás

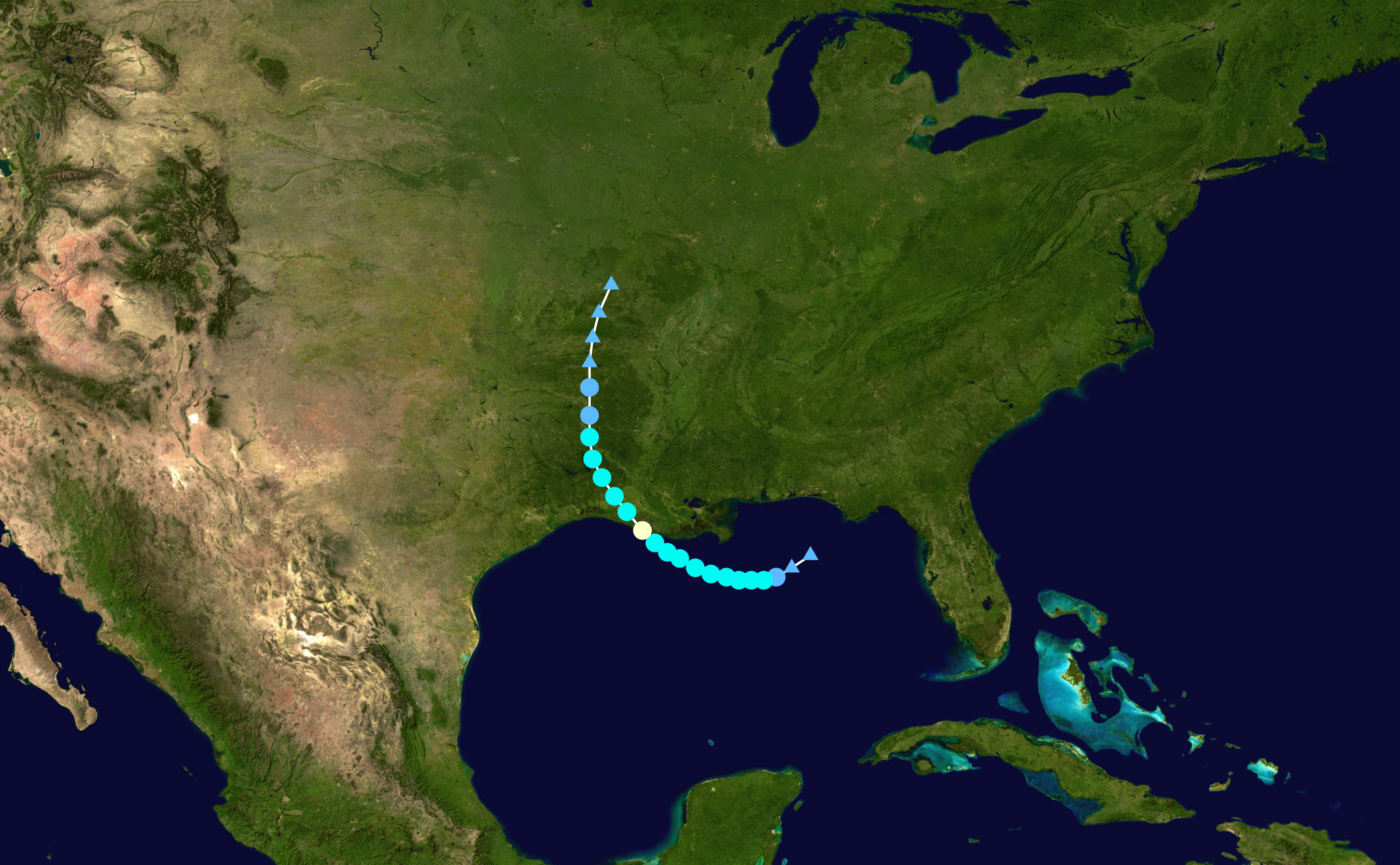
Térkép, amely ábrázolja a vihar pályáját (útját) és intenzitását a Saffir–Simpson-skála szerint

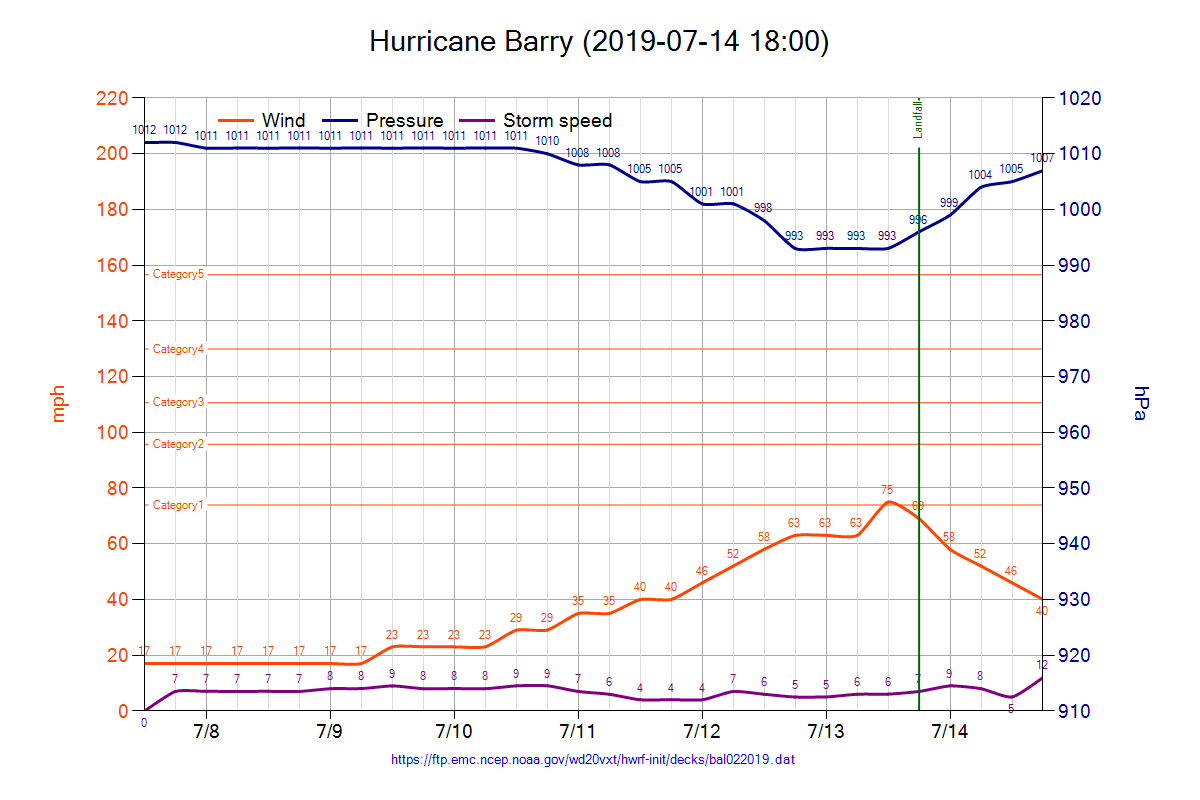

Július 11-én egy trópusi depresszió alakult ki a Mexikói-öböl északi részén, kb. 320 km-re délre Mobile-től (Alabama). A depresszió gyorsan fokozódott a trópusi vihar fokozatig. A vihar konvekciója egy hosszú esőszalagba ment át egy hosszúkás cirkulációtól délre, kevés zivatarral a központ közelében. Ennek oka az északi szélirány és a központ közelében lévő száraz levegő volt. A vihar aszimmetrikus szerkezete ellenére Barry fokozatosan erősödött. Az NHC becslése szerint Barry július 13-án 12:00-kor elérte az 1. kategóriába tartozó hurrikán státuszt, és a hurrikánvadászok arra a következtetésre jutottak, hogy a Barry sebessége a Doppler időjárási radar szélbecslése szerint 75 km/h. Ezzel egy időben a vihar elérte csúcsintenzitását, minimális központi nyomása 993 mbar (29,3 inHg).

## Áldozatok és károk
A vihar összesen 650 millió dollár kárt okozott, és a Floridát elárasztó vízbe egy ember belefulladt.

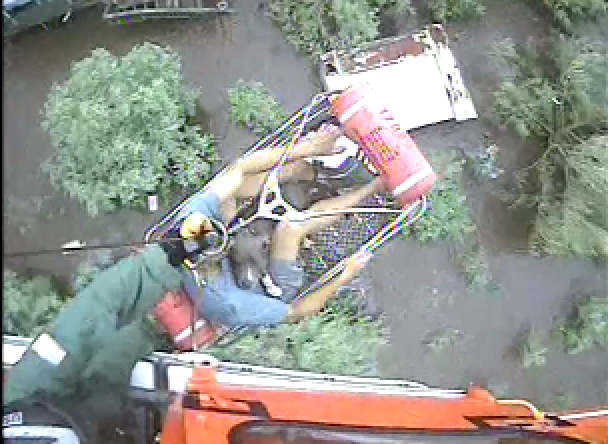
A parti őrség helikopteres mentése Louisianában, Terrebonne Parish közelében

## Fordítás
Ez a szócikk részben vagy egészben  a   Hurricane Barry című angol Wikipédia-szócikk fordításán alapul.  Az eredeti cikk szerkesztőit annak laptörténete sorolja fel. Ez a jelzés csupán a megfogalmazás eredetét és a szerzői jogokat jelzi, nem szolgál a cikkben szereplő információk forrásmegjelöléseként.